# Козловский, Павел Григорьевич
Павел Григорьевич Козло́вский (бел. Павел Рыгоравіч Казлоўскі; 03.12.1911, г. С.-Петербург —1996) — белорусский советский историк. Доктор исторических наук (1974).

## Биография
Родился в Санкт-Петербурге 3 декабря 1911 года. До 1941 года учился в Виленском университете, работал репетитором и секретарём у адвоката в Вильно. В Великую Отечественную войну был в партизанском отряде на территории Вилейской области. С 1944 года — в Прокуратуре Белорусской ССР.
Окончил Белорусский государственный университет (1960). В 1957—1986 годах в Институте истории Академии наук Белорусской ССР.
В 1965 году защитил кандидатскую диссертацию (Белорусский государственный университет; «Крестьянское хозяйство и положение крестьян в магнатских вотчинах Белоруссии во второй половине XVII и в XVIII вв.»).
В 1974 году защитил докторскую диссертацию (Институт истории СССР Академии наук СССР; «Магнатское хозяйство западной и центральной Белоруссии во второй половине XVIII в.»).
Умер в 1996 году.

## Научная деятельность
Исследовал историю сельского хозяйства и крестьянства Белоруссии XVII—XVIII веков. Автор работ по источниковедению и демографии белорусской деревни. «История Белорусской ССР» (Т. 1, Мн., 1972).